# Andreas Mölich-Zebhauser
Andreas Mölich-Zebhauser (* 30. Juni 1952 in Hamburg) war bis 2019 Intendant und Geschäftsführer der Festspielhaus und Festspiele Baden-Baden gGmbH.

## Leben
Als Sohn einer Sopranistin und des Operndirigenten und Pianisten Theo Mölich, bei dem er auch seine Klavierausbildung erhielt, wurde er schon in jungen Jahren mit dem Opern- und Konzertrepertoire vertraut. Nach dem Abitur in Gelsenkirchen zog er nach Hamburg und Bonn, wo er zunächst ein Lehramtsstudium mit den Schwerpunkten Geschichte und Germanistik absolvierte. Mölich gehörte in den 1970er Jahren in führenden Rollen dem MSB Spartakus an und vertrat ihn zeitweise als Vorstandsmitglied des VDS.
Nach dem Staatsexamen 1978 orientierte er sich neu, die Arbeit beim Mailander Musikverlag Ricordi in dessen Münchner Niederlassung brachte ihn zurück in den Musikbereich. Dort arbeitete er bis 1991, zum Schluss als künstlerischer Leiter. 1984 heiratete er die Lektorin Lioba Zebhauser, mit der er vier Kinder hat. Parallel zur Verlagsarbeit studierte er von 1980 bis 1983 BWL, Jura, Musikwissenschaften, Kunstgeschichte und Theaterwissenschaften an der Universität München.
1991 übernahm Mölich-Zebhauser die Geschäftsführung der Deutschen Ensemble Akademie und des Frankfurter Ensemble Modern. 1998 wechselte er zum Festspielhaus Baden-Baden, wo er als Geschäftsführer und Intendant bis 2019 tätig war; 2000 wurde die Einrichtung privatisiert. Seit 2009 ist er zudem Mitglied im Kuratorium des Kulturfonds Frankfurt RheinMain.

## Ehrung
- Ehrenmedaille der Stadt Baden-Baden in Gold (2019)
- Bundesverdienstkreuz am Bande (2019)